# Jewhenija Kusnezowa

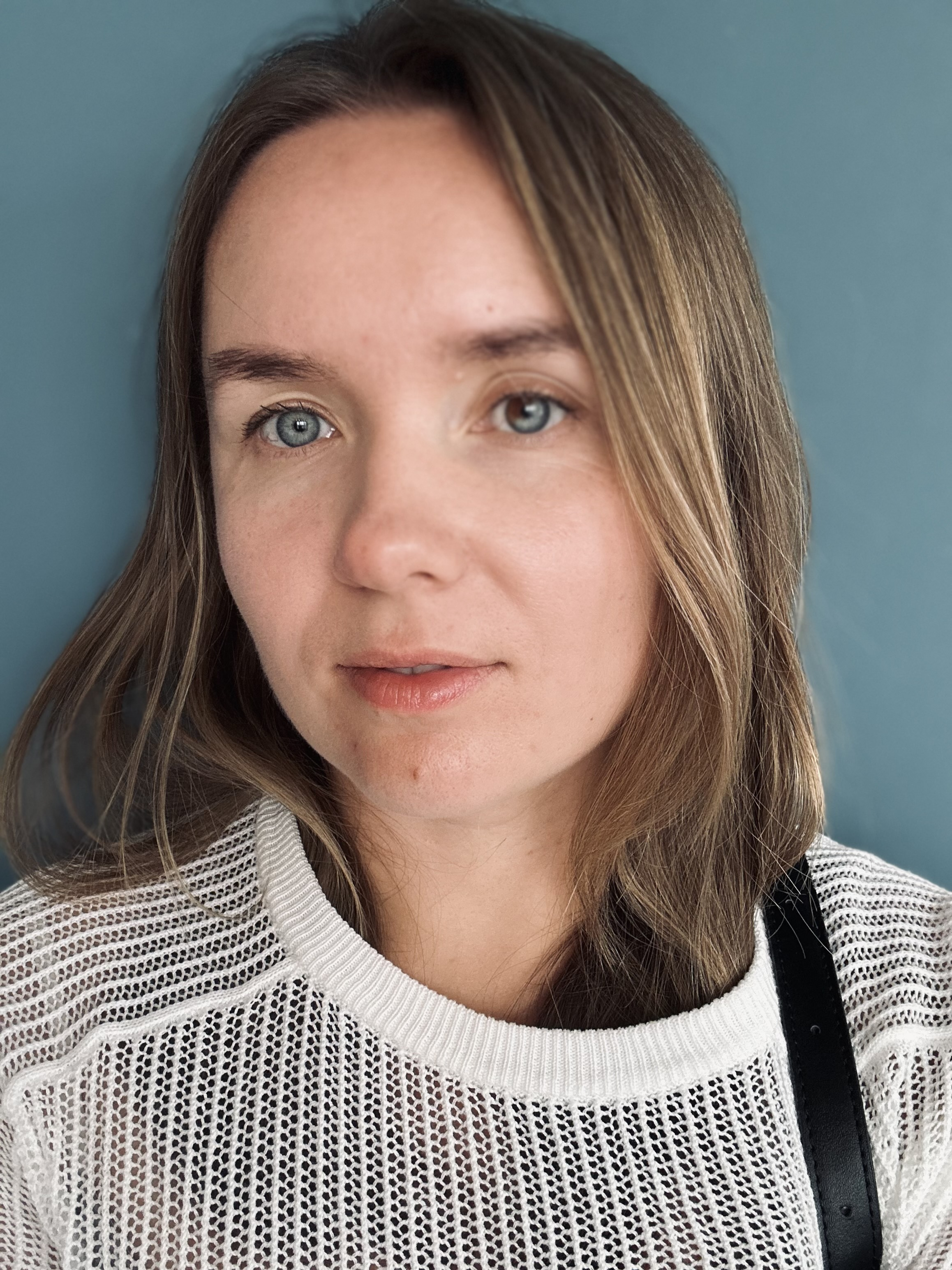
Jewhenija Kusnezowa

Jewhenija Kusnezowa (ukrainisch Євгенія Кузнєцова, wiss. Transliteration Evhenija Kuznecova, * 30. Juni 1987 in Krywyj Rih) ist eine ukrainische Journalistin, Bloggerin, Schriftstellerin, Übersetzerin und assoziierte Forschungsmitarbeiterin der Kyiv School of Economics.

## Biografie
1987 im Osten der Ukraine geboren, wuchs sie zunächst in dem Dorf Chomutynzi in der Oblast Winnyzja, dann in der Stadt Winnyzja auf. Nach Beendigung der Schule immatrikulierte sie sich am Institut für internationale Beziehungen der Nationalen Taras-Schewtschenko-Universität Kiew, erwarb dort 2007 den Abschluss eines Baccalaureus und 2009 den eines Magisters. Zwischen 2007 und 2009 schrieb sie bereits als festangestellte Journalistin für die Kyiv Post. Anschließend setzte sie ihr Studium fort an der Universidad de Deusto im spanischen Baskenland und promovierte dort auf dem Gebiet internationaler und interkultureller Forschungen 2015 zum Dr. phil. mit einer Arbeit über Magischen Realismus. Sie arbeitete unter anderem für die Vereinten Nationen und die OSZE. Eines der Forschungs- und Tätigkeitsfelder Kusnezowas ist die Medienanalyse, die insbesondere nach dem Kriegsbeginn Russlands an Aktualität gewonnen hat. Kuznezowa lebt mit ihrer Familie in Spanien.

## Literarisches Wirken
Kusnezowa widmete sich zunächst ein Jahr lang Buchübersetzungen für einen Kyjiwer Verlag, begann dann aber selbst Romane zu schreiben: 2021 erschien ihr Debütroman „Fragt Mietschka“. Mit ihrem zweiten, 2023 erschienenen Roman „Drabyna“, der bereits auf den Angriff Russlands auf die Ukraine reagiert, gewann sie in dem Wettbewerb Book of the Year des BBC Ukraine den ersten Platz. Beide Bücher erschienen in mehreren Übersetzungen. Im gleichen Jahr veröffentlichte sie ihre populärwissenschaftliche Sprachstudie „Sprachschwert“. Zwei weitere ihrer Bücher sind dem Kochen gewidmet.

## Auszeichnung
- 2023 BBC Ukraine Buch des Jahres für Leiter.[1]

## Veröffentlichungen

### Buchveröffentlichungen
- Kochen aus Gram (Готуємо в журбі). Vydavnyctvo Staroho Leva, Lwiw 2020. ISBN 978-966-97796-3-2.
- Fragt Mietschka (Спитайте Мієчку). Vydavnyctvo Staroho Leva, Lwiw 2021. ISBN 978-617-679-855-2.
  - Kysykää Mialta. Übersetzt von Eero Balk. Aula & Co, Helsinki 2022. ISBN 978-952-364-308-6.
  - Pitajte Miječku. Übersetzt von Žarko Milenić. Buybook, Sarajewo 2023. ISBN 978-9926-31-022-6.
  - Nim dojrzeją maliny. Übersetzt von Iwona Boruszkowska. Znak, Krakau 2023. ISBN 978-83-240-6582-0.
- Leiter (Драбина). Vydavnyctvo Staroho Leva, Lwiw 2023. ISBN 978-966-448-097-7.
  - Скала. Übersetzt von Игор Станојоски. Musa, Skopje 2023. ISBN 978-608-4906-36-0.
  - Drabina. Übersetzt von Iwona Boruszkowska. Znak, Krakau 2024. ISBN 978-83-240-6827-2.
  - Tikapuut. Übersetzt von Eero Balk. Aula & Co, Helsinki 2022. ISBN 978-952-364-489-2.
- Das Sprachschwert. Wie das Sowjetimperium sprach (Мова-меч. Як говорила радянська імперія). Vivat, Charkiw 2023. ISBN 978-617-951-862-1.
- Kurze Geschichte des Borschtsch (Коротка історія борщу). Vydavnyctvo Vydavnyctvo, Kyjiw 2023. ISBN 978-617-7818-58-7.

### Erzählungen
- Koffer, in: Iryna Nikolajtschuk / Slava Svitowa, Про що вона мовчить. Creative Women Publishing, Kyjiw 2021, 120–126.
- (Erzählung), in: Kateryna Babkina u. a., Моє тихе Різдво. Vydavnyctvo Staroho Leva, Lwiw 2022.

### Übersetzungen
- Doris Kearns Goodwin, (Команда суперників. Біографія Лінкольна). Naš Format, Kyjiw 2019. ISBN 978-617-7682-89-8.
- Elmar Neveling, (Юрґен Клопп: біографія). Naš Format, Kyjiw 2019. ISBN 978-617-7730-69-8.
- Josh Kaufmann, (MBA в домашніх умовах. Шпаргалки бізнес-практика). Naš Format, Kyjiw 2019. ISBN 978-617-7552-53-5.
- Thomas Nichols, (Диванні експерти. Як необмежений доступ до інформації робить нас тупішими). Naš Format, Kyjiw 2019. ISBN 978 617-7730-35-3.
- Annie Duke (Мисли ставками. Як ухвалювати розумні рішення з багатьма невідомими). Nasch Format, Kyjiw 2019. ISBN 978-617-7730-93-3.
- Leander Kahney, (Тім Кук. СЕО, що вивів Apple на новий рівень). Naš Format, Kyjiw 2019. ISBN 978-617-7730-32-2.
- Mykola Davydiuk, How Putin’s Propaganda Works? Translated by Eugenia Kuznetsova. Smoloskyp, Kyiv 2020. ISBN 978-617-7622-22-1. Kindle Edition.
- Catherine Rider, (Поцілунок у Нью-Йорку). Vydavnyctvo Staroho Leva, Lwiw 2021. ISBN 978-966-679-960-2.
- Catherine Rider, (Поцілунок у Парижі). Vydavnyctvo Staroho Leva, Lwiw 2022. ISBN 978-966-448-059-5.

### Artikel
Beiträge Kusnezowas erschienen unter anderem in den Zeitungen, Zeitschriften und Medienplattformen „Kyiv Post“, Ukrajinska Prawda, „The Ukrainians“.

### Interview
- Jaroslawa Tymoschtschuk, Jewhenija Kusnezowa: „Ukrainer können mit Liebe und Wertschätzung über sich lachen“ (Євгенія Кузнєцова: „Українці вміють сміятися з себе з любов’ю та повагою“), in: The Ukrainians 10. Juni 2021